# The Greatest Show on Earth (film)

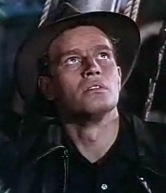
Charlton Heston in The Greatest Show on Earth

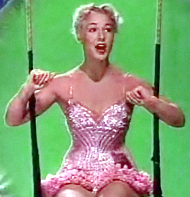
Betty Hutton in The Greatest Show on Earth

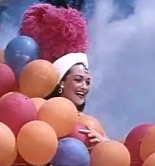
Dorothy Lamour in The Greatest Show on Earth

The Greatest Show on Earth is een Amerikaanse film uit 1952 van regisseur Cecil B. DeMille met in de hoofdrollen Betty Hutton, Cornel Wilde, Charlton Heston en James Stewart.
De film speelt zich af in en rond het beroemde Ringling Bros. and Barnum & Bailey Circus ook wel bekend als The Greatest Show on Earth. De film zit vol met beroemde sterren en er zijn talloze cameo's van destijds beroemde acteurs als toeschouwers.
De film was een kassucces en bracht bij het uitkomen 14 miljoen dollar op. Er was ook veel waardering van recensenten. De film won de Oscar voor beste film, ten koste van onder andere High Noon en Singin' in the Rain. In latere jaren kreeg de film echter meer en meer negatieve kritiek. DeMille werd verweten dat zijn film vooral spektakel laat zien en dat er vrijwel geen plaats is voor dramatische ontwikkeling.
Ook de Oscar die DeMille kreeg voor beste film was al vanaf het begin omstreden. De belangrijkste kandidaat voor die Oscar was volgens kenners High Noon, een western over een sheriff die door iedereen wordt verlaten en geheel alleen een bende tegemoet treedt. De film werd gezien als een allegorie op degenen die door de House Committee on Un-American Activities op de zwarte lijst waren gezet. DeMille steunde de Committee en kreeg volgens sommigen de Oscar om te voorkomen dat High Noon zou worden onderscheiden. De Academy of Motion Picture Arts and Sciences, die de Oscars uitreikt, ontkende deze beschuldiging.
Een jonge Steven Spielberg zag de film samen met zijn vader. Later liet hij weten dat The Greatest Show on Earth een van de films was die hem ertoe aanzetten regisseur te worden. Een deel van die inspiratie is terug te vinden in zijn Indiana Jonesfilmserie. Harrison Ford draagt in deze films dezelfde kleding als hoofdrolspeler Charlton Heston.

## Verhaal
Een groot circus reist door de VS. Directeur Brad Braden krijgt van de bestuurders van het circus te horen dat ze om financiële redenen het seizoen vroegtijdig willen beëindigen. Braden is boos omdat het circus nog altijd winst maakt en aan 1400 man werk geeft en eist dat hij mag doorgaan. Naast deze strijd heeft hij ook te kampen met zijn artiesten met hun onderlinge conflicten. Als klap op de vuurpijl ontdekt hij dat een van de promotiemensen hem probeert op te lichten. Hij ontslaat de man, ondanks diens bedreigingen dat het circus een groot ongeluk zal overkomen. Niet lang daarna ontdekt hij dat de clown Buttons, die nooit zijn grime verwijdert, eigenlijk een arts is en op de vlucht voor de politie vanwege euthanasie. De vriendin van Brad, Holly, een trapezemedewerkster krijgt een affaire met haar collega The Great Sebastian. De twee zijn echter ook concurrenten op de trapeze en dagen elkaar uit tot steeds gevaarlijker stunts. Als Sebastian het veiligheidsnet verwijdert, raakt hij zwaargewond bij een val. Holly voelt zich schuldig en verlaat Brad voor Sebastian. Brad is woedend en begint uit wraak een verhouding met Angel, de ex-vriendin van Sebastian. Als het circus per trein wordt vervoerd naar de volgende stad, krijgt Brad bezoek van de FBI. Ze zijn op zoek naar de dokter die euthanasie heeft gepleegd en vermoeden dat hij vermomd is als clown. Brad waarschuwt Buttons, die hem bedankt en toezegt dat hij zal vluchten. Maar dan slaat het noodlot toe. De ontslagen promotiemedewerker veroorzaakt een botsing tussen de circustrein en een andere trein. Brad raakt zwaargewond, maar wordt gered door Buttons, die echter niet meer kan vluchten en wordt gearresteerd door de FBI. Holly, die nu inziet dat ze eigenlijk alleen van Brad houdt, neemt de leiding over en organiseert een benefietvoorstelling om te voorkomen dat het circus failliet gaat.

## Rolverdeling
| Acteur           | Personage           |
| ---------------- | ------------------- |
| Betty Hutton     | Holly               |
| Cornel Wilde     | The Great Sebastian |
| Charlton Heston  | Brad Braden         |
| James Stewart    | Buttons             |
| Dorothy Lamour   | Phyllis             |
| Gloria Grahame   | Angel               |
| Henry Wilcoxon   | Gregory             |
| Lyle Bettger     | Klaus               |
| Lawrence Tierney | Henderson           |

## Achtergrond

### Scenario
DeMille was een groot liefhebber van het circus. Nadat hij besloten had een film te maken over het circusleven binnen en buiten de piste, ging hij mee op een tournee met het circus van Ringling Bros.-Barnum & Bailey's. Hij bracht twee maanden door met de circusartiesten tijdens een tournee door het midwesten van de VS. Tijdens deze reis verzamelde hij anekdotes, verhalen, en informatie over de specifieke manier van praten. Hij gaf deze informatie aan zijn schrijvers samen met de opdracht goed te kijken naar de Duitse circusfilm Varieté uit 1925. Deze film gaf volgens hem goed weer welk verhaal hij graag wilde verwezenlijken.

### Acteurs
De rol van Angel zou aanvankelijk naar Lucille Ball gaan, maar die werd zwanger en haakte af. Gloria Grahame verving haar. Om de rol van Holly werd bijna gevochten. Paulette Goddard deed erg haar best, maar werd afgewezen omdat ze weigerde haar eigen stunts te doen. Marlene Dietrich kwam even in het vizier, evenals Hedy Lamarr, maar uiteindelijk kreeg Betty Hutton de rol. DeMille vroeg haar echter wel om af te vallen, omdat ze iets te zwaar op haar heupen was. De keuze voor Charlton Heston was simpeler. DeMille zocht een man met een oprecht en aardig karakter, die respect afdwong als leider van een circus. Terwijl hij hierover aan het denken was, kwam hij Charlton Heston tegen op het studioterrein. Beide mannen hadden elkaar nooit ontmoet, maar Heston zwaaide evengoed naar DeMille. De laatste was zo onder de indruk van Hestons manier van doen dat hij informatie inwon over de acteur en hem uiteindelijk inhuurde voor de hoofdrol. Heston was in die tijd nog niet zo bekend en had nog maar twee films gemaakt. The Greatest Show on Earth zou hem wereldberoemd maken. Voor de rol van The Great Sebastian waren ook de namen van Burt Lancaster en Kirk Douglas in omloop. Met name Lancaster was een optie omdat hij vroeger trapezewerker in een circus was geweest. Uiteindelijk ging de rol naar Cornel Wilde, die later wenste dat hij geweigerd had. DeMille dwong hem tot het uitvoeren van stunts aan de trapeze, en dat terwijl hij leed aan hoogtevrees.

### Opnamen
DeMille ging aan het werk met een budget van 4 miljoen dollar. Alleen al de rechten om het motto van de Ringling Bros.-Barnum & Bailey's Circus te gebruiken, evenals hun faciliteiten en optredens kostte 250.000 dollar. Voor de film kon DeMille hierdoor beschikken over het complete Ringling Bros. and Barnum & Bailey's Circus. Ruim 1400 medewerkers, honderden dieren, tenten, en uitrusting werden ingezet. Er werd gebruikgemaakt van vijfentachtig nummers uit het circus, zoals de clowns Emmett Kelly en Lou Jacobs en trapezeartieste Antoinette Concello. DeMille wist ook talloze acteurs en actrices te strikken voor cameo-optredens als toeschouwers. De volgende beroemdheden zijn onder andere te zien: Bob Hope, Bing Crosby, William Boyd, Edmond O'Brien, Diana Lynn, en Mona Freeman.
DeMille filmde in de winterkwartieren van Ringling Bros.-Barnum & Bailey Circus in Sarasota, Florida. 
Daarnaast werd gefilmd tijdens echte circusoptredens en namen de acteurs deel aan de Grand Hippodrome Parade samen met de echte circusartiesten. De regisseur eiste het onderste uit de kan van zijn acteurs. De acteurs moesten leren om als echte circusartiesten op te treden en hun eigen stunts te doen. Gloria Grahame lag onder een olifantenpoot die slechts op een haartje na haar gezicht raakte. Haar collega Betty Hutton ging naar de nok van het circus en hees zich aan de trapeze. Daarbij werd ze gevolgd door Cornel Wilde die met zijn hoogtevrees hoog boven de piste moest zwaaien. Dat de stunts niet zonder gevaar waren, ondervond Wilde toen hij aan zijn knieën aan de trapeze hing en Hutton moest opvangen. De opname moest steeds over en al bij het begin scheurde Wilde de gewrichtsband van zijn schouder. Professioneel als hij was, verbeet Wilde de pijn en slaagde erin nog twee opnamen te doen. Hij was vervolgens verscheidene dagen niet in staat te werken en dus schoot DeMille alvast opnamen met andere acteurs.
Het treinongeluk werd deels gefilmd op Paramount sound Stage 16. Tijdens de opnamen werden de dieren losgelaten om zo de indruk te wekken dat na het ongeluk de kooien open waren geraakt. Dit gaf de nodige problemen want de apen werden zo bang van de leeuwen dat ze in paniek raakten en wegvluchten. Het duurde dagen voor alle apen gevangen waren. Het merendeel had zich verborgen op het terrein van de begraafplaats, Hollywood Cemetary.

## Vervolg
In 1963 bracht ABC-televisie een televisieserie uit onder de titel The Greatest Show on Earth met Jack Palance als Brad Braden. De serie hield het een seizoen uit.

## Prijzen
De film kreeg een Oscar voor Beste Film, Beste Regisseur, Beste Montage en Beste Kostuumontwerpen.